# Es Boixos
Es Boixos este o arie protejată (arie specială de conservare — SAC, sit de importanță comunitară — SCI) din Spania întinsă pe o suprafață de 656,56 ha, integral pe uscat.

## Localizare
Centrul sitului Es Boixos este situat la coordonatele 39°44′59″N 2°41′11″E / 39.7496°N 2.6865°E.

## Înființare
Situl Es Boixos a fost declarat sit de importanță comunitară în aprilie 2004 pentru a proteja 1 specie de plante și 12 specii de animale. Situl a fost protejat și ca arie specială de conservare în mai 2015.

## Biodiversitate
Situată în ecoregiunea mediteraneană, aria protejată conține 6 habitate naturale: Păduri de Olea și Ceratonia, Păduri de Quercus ilex și Quercus rotundifolia, Pseudostepă cu ierburi și specii anuale de Thero-Brachypodietea, Tufărișuri termo-mediteraneene și de pre-deșert, Lande oro-mediteraneene cu formațiuni endemice de grozamă, Pante stâncoase calcaroase cu vegetație casmofită.
La baza desemnării sitului se află mai multe specii protejate:
- plante (1): Paeonia cambessedesii
- păsări (11): vulturul negru (Aegypius monachus), caprimulg (Caprimulgus europaeus), erete de stuf (Circus aeruginosus), Falco eleonorae, șoim călător (Falco peregrinus), Galerida theklae, acvilă pitică (Hieraaetus pennatus), gaia neagră (Milvus migrans), gaia roșie (Milvus milvus), viespar (Pernis apivorus), Sylvia sarda
- nevertebrate (1): croitorul mare al stejarului (Cerambyx cerdo)

Pe lângă speciile protejate, pe teritoriul sitului au mai fost identificate 26 de specii de plante.